# Aegeridae
Aegeridae (лат.) — ископаемое семейство десятиногих раков (Decapoda) из надсемейства Penaeoidea подотряда Dendrobranchiata. Включает около 20 видов. Это одно из самых ранних семейств мезозойских ракообразных.

## Описание
Обнаружены в ископаемых остатках мезозойской эры (триасовый, юрский и меловой периоды). Они известны из Европы, Мексики, США, Ближнего Востока и Китая.
Основным диагностическим признаком Aegeridae является наличие многочисленных шипов или тонких волосков на третьем максиллипеде.
Карапакс без hepatic шипа, но с посторбитальным шипом. Рострум с вентральным зубцом, дорсально не вооружен. Третий максиллипед гипертрофирован. Первый плеомер несколько редуцирован.
Роды Anisaeger и Distaeger были найдены в большом количестве сближенных экземпляров, что говорит о стайном поведении. Они могли быть хорошими пловцами, но морфология указывает на то, что они в основном жили на морском дне.

## Классификация
Включает 4 рода и более 20 видов.
- †Acanthochirana Strand, 1928[10][11]
- †Aeger Münster, 1839[12][13][14]
- †Anisaeger Schweitzer, Feldmann, Hu, Huang, Zhou, Zhang, Wen & Xie, 2014[2]
- †Distaeger Schweitzer, Feldmann, Hu, Huang, Zhou, Zhang, Wen & Xie, 2014[2]